# Goose Creek (Caroline du Sud)
Pour les articles homonymes, voir Goose Creek.
Goose Creek est une ville du comté de Berkeley en Caroline du Sud, dont la population était de 35 938 habitants en 2010.

## Démographie
| 1970  | 1980   | 1990   | 2000   | 2010   | - |
| ----- | ------ | ------ | ------ | ------ | - |
| 3 825 | 17 811 | 24 692 | 29 208 | 35 938 | - |